# Dølby Sogn
Dølby Sogn er et sogn i Skive Provsti (Viborg Stift).
I 1800-tallet var Hindborg Sogn og Dølby Sogn annekser til Hem Sogn. Alle 3 sogne hørte til Hindborg Herred i Viborg Amt. Hem-Hindborg-Dølby sognekommune blev ved kommunalreformen i 1970 indlemmet i Skive Kommune.
I Dølby Sogn ligger Dølby Kirke.
I sognet findes følgende autoriserede stednavne:
- Dølbyvad (bebyggelse)
- Ejskær (bebyggelse, ejerlav)
- Tolstrup (bebyggelse, ejerlav)
- Trustrup (bebyggelse, ejerlav)
- Vester Dølby (bebyggelse, ejerlav)
- Øksenvad (bebyggelse, ejerlav)
- Øster Dølby (bebyggelse, ejerlav)